# Adolf Erbslöh
Adolf Erbslöh (født 27. maj 1881 i New York; død 2. maj 1947 i Icking, Landkreis Bad Tölz-Wolfratshausen i Bayern) var en tysk maler. Sammen med Marianne von Werefkin og Alexej Jawlensky tog han 1909 initiativ til grundlæggelsen af Neuen Künstlervereinigung München (N.K.V.M.), hvorfra Der Blaue Reiter senere opstod.
Adolf Erbslöh blev født i New York, mens faren i en periode arbejdede som købmand dér. Familien vendte tilbage til Tyskland, og 1901 påbegyndte Erbslöh et kunststudium ved "Karlsruher Akademie" ("Staatliche Akademie der Bildenden Künste Karlsruhe") og fortsatte 1904 ved akademiet i München hos den tyske maler Ludwig von Herterich 

Under 1. verdenskrig blev han 1915 tilknyttet "Infanterie-Leib-Regiment des Kaisers" (Kejserens infanterilivregiment), og i krigens sidste periode blev han sendt til Frankrig som krigsmaler.
I 1920'erne rejste Erbslöh meget, hvilket gav anledning til mange landskabsmalerier. I slutningen af 1920'erne opholdt han sig ofte ved Bodensøen og i Oberbayern, hvor han 1934 købte et hus i Isardalen.
Efter Machtergreifung i 1933 blev han afskåret fra udstillinger og offentlige arbejder.
| - Værker af Adolf Erbslöh − efter år - Wettesingen, landsby i Landkreis Kassel, Hessen, 1909 - Nøgenmodel med strømpebånd, 1909 - Pige med rød kjole, 1910 - Tennisbaner - Brannenburg (Oberbayern) 1911 - 'Kapelle' (St. Margarethen), 1911 - Haus im Garten, 1912 - Parklandskab, 1912 - Ødelagte franske huse i Montigny, 1916 - Positano i Salerno, ca. 1923 - Kirke i Positano, 1923 - Portræt af sangeren Anne Kayssler, 1924 - Camellia, 1924 - Portræt af Luise Schuchard, født Erbslöh, 1926 |